# Camptoscaphiella silens
Camptoscaphiella silens là một loài nhện trong họ Oonopidae.
Loài này thuộc chi Camptoscaphiella. Camptoscaphiella silens được miêu tả năm 1976 bởi Brignoli.